# SN 2000eg
SN 2000eg – supernowa typu Ia odkryta 21 października 2000 roku w galaktyce A023021+0103. W momencie odkrycia miała maksymalną jasność 22,50m.